# نارسئین
نارسئین نوعی آلکالوئید است که گیاه خشخاش آن را تولید می‌کند و به میزان ۰.۱ تا ۰.۵ درصد در تریاک وجود دارد. نارسئین دارویی مخدر است و ظاهری بلورین و طعمی تلخ دارد و در گذشته به عنوان جایگزین مرفین از آن استفاده می‌شد. واژه نارسئین برگرفته از واژه یونانی νάρκη به معنای کرختی و پسوند لاتین ine است که به آلکالوئیدها اشاره دارد.